# Gazakrigen 2014
Gazakrigen i 2014, også kendt som Operation Beskyttende Kant (Hebraisk: מִבְצָע צוּק אֵיתָן, transskription: Miv'tza Tzuk Eitan, oversat til engelsk: "Operation Strong Cliff"), var en militær operation iværksat af Israel den 8. juli 2014 i Gazastriben – et palæstinensisk område, der har været styret af Hamas siden 2007. Efter en kidnapning og drab af tre israelske teenagere på Vestbredden af Hamas – udført af Hamas-tilknyttede palæstinensiske militante – indledte Israel Defense Forces (IDF) "Operation Brother's Keeper", hvor omkring 350 palæstinensere, inklusive næsten alle de aktive Hamas-militante på Vestbredden, blev anholdt. Hamas affyrede efterfølgende et større antal raketter ind i Israel fra Gazastriben, hvilket udløste en syv uger lang konflikt mellem de to sider. Det var en af de dødeligste konflikt mellem Israel og palæstinenserne i årtier. Kombinationen af palæstinensiske raketangreb og israelske luftangreb resulterede i tusindvis af dødsfald, hvoraf størstedelen var palæstinensere fra Gazastriben.
Den israelske militæroperation havde til formål at stoppe raketbeskydning mod Israel fra Gazastriben. Omvendt havde Hamas' angreb til formål at bringe internationalt pres på Israel, hvor det strategiske mål var at tvinge sidstnævnte til at ophæve den israelsk-egyptiske blokade af Gazastriben; blandt dets andre mål var at afslutte Israels militæroffensiv, få en tredjepart til at overvåge og garantere overholdelse af en våbenhvile, løslade palæstinensiske politiske fanger og overvinde dens isolation. I henhold til BBC indledte Israel luftangreb mod Gazastriben som gengældelse for raketangrebene fra Hamas, Palæstinensisk Islamisk Jihad (PIJ) og andre palæstinensiske militante grupper.
Den 7. juli, efter at syv Hamas-militante døde i en tunneleksplosion i Khan Yunis – der var forårsaget enten af et israelsk luftangreb (ifølge Hamas, BBC og en højtstående IDF-embedsmand) eller en utilsigtet eksplosion af deres egen ammunition (ifølge IDF) – påtog Hamas sig ansvaret for raketter, der blev affyret mod Israel, og afsendte efterfølgende 40 raketter mere mod Israel. Den israelske luftoperation begyndte officielt den efterfølgende dag, og den 17. juli blev den udvidet til at omfatte en landinvasion af Gazastriben med det erklærede mål at ødelægge Gazas tunnelsystem;  den israelske landinvasion sluttede den 5. august. Den 26. august blev der annonceret en tidsubegrænset våbenhvile. På dette tidspunkt rapporterede IDF, at Hamas, PIJ og andre palæstinensiske militante grupper havde affyret 4.564 raketter og morterer ind mod Israel, hvor over 735 af projektilerne var blevet skudt ned af Israels Iron Dome. Det meste af Hamas' morter- og raketbeskydning var dog unøjagtig og ramte åbent og ubeboede landområder – mere end 280 af projektiler var tilmed landet i Gazastriben. 224 projektiler havde ramt boligområder. Palæstinensiske raketter dræbte også 13 civile palæstinensere i Gaza – 11 af dem børn. IDF angreb 5.263 mål i Gazastriben, hvorf mindst 34 kendte tunneler blev ødelagt og to tredjedele af Hamas' 10.000 raketarsenal blev enten opbrugt eller ødelagt.
Mellem 2.125 og 2.310 palæstinensere fra Gaza blev dræbt under konflikten, mens mellem 10.626 og 10.895 blev såret (inklusive 3.374 børn, hvoraf over 1.000 blev efterladt permanent handicappede). Estimater af de civile tab i (relativ til samlet tab, altså inkl. militante tab) Gazastriben varierer fra mellem 70 procent fra Gazas sundhedsministerium, 65 procent fra FN 's Protection Cluster af OCHA (baseret til dels på Gazas sundhedsministeriums rapporter), og 36 procent fra israelske embedsmænd. FN anslår, at mere end 7.000 hjem til 10.000 familier blev ødelagt sammen med yderligere 89.000 hjem, der blev beskadiget, hvoraf omkring 10.000 af disse blev hårdt ramt af bombningen. Ombygningsomkostningerne blev beregnet til at beløbe sig til mellem US$4-6 milliarder over 20 år. 67 israelske soldater, 5 israelske civile (inklusive et barn) og en thailandsk civil blev dræbt mens 469 israelske soldater og 261 israelske civile blev såret. På israelsk side vurderes den økonomiske effekt af operationen at have været NIS 8,5 milliarder (ca. US$2.5 milliarder) og et BNP-tab på 0,4 procent.